# Jörg Pantel
Jörg Pantel  (*  März 1958 in Ahlen) ist ein deutscher Heilpraktiker und Autor.

## Leben
1986 legte er die staatliche Prüfung zur Erlangung der Heilpraktiker ab. Seither praktiziert er in eigener Praxis. Seit 2001 führt er auch „Familienaufstellungen“ durch. Daneben ist er als Dozent und Ausbildungsleiter in den Bereichen Homöopathie, Bach-Blütentherapie, Schüßler-Salze und Familienaufstellung tätig.
Jörg Pantel hat seit 1988 naturheilkundliche Fachartikel veröffentlicht. In einer regelmäßigen Kolumne des Wochenblattes für Landwirtschaft & Landleben erschienen Fachartikel zur Pflanzenheilkunde. Später widmete Pantel seine Artikel unterschiedlichsten Krankheitsbildern und den Möglichkeiten der Heilung durch naturheilkundliche Methoden.
Pantel lebt und praktiziert in Münster. Er hat zwei erwachsene Kinder.

## Publikationen
- Natürlich ganz gesund. Mit Homöopathie und Bachblüten durch den Alltag. Landwirtschaftsverlag Münster, Münster-Hiltrup 2002, ISBN 3-7843-3165-3.
- Ganzheitlich schlank mit Schüßler-Salzen. Der Weg zum Wunschgewicht jenseits von Diäten. Schlütersche, Hannover 2009, ISBN 978-3-89993-560-8 (2. Auflage 2010, ISBN 978-3-89993-591-2).
- Schüßler-Salze – schnell und einfach. Zuverlässige Selbsthilfe bei Beschwerden von A-Z. Humboldt, Hannover 2010, ISBN 978-3-86910-313-6.
- Abnehmen mit Bachblüten. Blockierte Seelenzustände erkennen, Wunschgewicht erreichen. Schlütersche, Hannover 2011, ISBN 978-3-89993-621-6.